# Haplogrupo I-M253
O haplogrupo I-M253, também conhecido como I1, é um  haplogrupo do cromossoma Y. Os marcadores genéticos confirmados como identificadores de I-M253 são os SNPs M253,M307.2/P203.2, M450/S109, P30, P40, L64, L75, L80, L81, L118, L121/S62, L123, L124/S64, L 125/S65, L157.1, L186, e L187. Ele é o principal ramal do haplogrupo I-M170 (I*).
O haplogrupo atinge o seu pico de frequências na Suécia (52% dos homens no Condado da Gotalândia Ocidental) e da Finlândia Ocidental (mais de 50 por cento na província de Satakunta ). Em termos de médias nacionais, o I-M253 é encontrado em 35-38% dos homens suecos , 32,8% dos varões dinamarqueses, cerca de 31,5% dos noruegueses, e cerca de 28% dos finlandeses do sexo masculino.
O haplogrupo I-M253 é o principal ramal do haplogrupo I* (I-M170), que esteve presente na Europa desde os tempos antigos. O principal ramal de I* é o I-M438, também conhecido como I2.
Antes da reclassificação, em 2008, o grupo era conhecido como I1a, um nome que já tem sido reatribuído para um ramal primário, haplogrupo I-DF29. Os outros principais ramais de I1 (M253) são I1b (S249/Z131) e I1c (Y18119/Z17925).

## Origem
De acordo com um estudo publicado em 2010, o I-M253 originou-se entre 3,170 e 5.000 anos atrás, no período Calcolítico na Europa. Um novo estudo, em 2015, estimativa a origem entre 3,470 e 5,070 anos atrás, ou entre 3,180 e 3,760 anos atrás, usando duas técnicas diferentes. sugere-se que se dispersara inicialmente desde a área que hoje é a Dinamarca.
Um estudo de 2014, na Hungria, revelou restos de nove indivíduos da Cultura da Cerâmica Linear, um dos quais levava o SNP M253 que define o haplogrupo I1. Pensa-se desta cultura  ter sido presente entre 6.500 e 7.500 anos atrás.

## Estrutura
I-M253 (M253, M307.2/P203.2, M450/S109, P30, P40, L64, L75, L80, L81, L118, L121/S62, L123, L124/S64, L 125/S65, L157.1, L186, e L187) ou I1 
- I-DF29 (DF29/S438); I1a
  - I-CTS6364 (CTS6364/Z2336); I1a1
    - I-M227; I1a1a
    - I-L22 (L22/S142); I1a1b
      - I-P109; I1a1b1
      - I-L205 (L205.1/L939.1/S239.1); I1a1b2
      - I-Z74; I1a1b3
      - I-L300 (L300/S241); I1a1b4
        - I-L287
          - I-L258 (L258/S335)

        - I-L813

  - I-Z58 (S244/Z58); I1a2
    - I-Z59 (S246/Z59); I1a2a
      - I-Z60 (S337/Z60, S439/Z61, Z62); I1a2a1
        - I-Z140 (Z140, Z141)
          - I-L338
          - I-F2642 (F2642)

        - I-Z73
          - I-L1302

        - I-L573
        - I-L803

      - I-Z382; I1a2a2

    - I-Z138 (S296/Z138, Z139); I1a2b
      - I-Z2541

  - I-Z63 (S243/Z63); I1a3
    - I-BY151; I1a3a
      - I-L849.2; I1a3a1
      - I-BY351; I1a3a2
        -           - I-CTS10345
            - I-Y10994

          - I-Y7075

      - I-S2078
        - I-S2077
          - I-Y2245 (Y2245/PR683)
            - I-L1237
              - I-FGC9550

            - I-S10360
              - I-S15301

            - I-Y7234

      - I-BY62 (BY62); I1a3a3
- I-Z131 (Z131/S249); I1b
  - I-CTS6397; I1b1
- I-Z17943 (Y18119/Z17925, S2304/Z17937); I1c

## Distribuição geográfica
I-M253 é encontrado na sua maior densidade no Norte da Europa e de outros países que sofreram intensa migração do Norte da Europa, bem no Período de Migração, bem na Era Viquingue ou bem em tempos modernos. Ele é encontrado em todos os lugares invadidos pelos antigos povos germânicos e os Víquingues.
Durante a era moderna, populações significativas do I-M253  também lançaram raízes nas nações de imigrantes de ex-colónias europeias, tais como os Estados Unidos, Austrália e Canadá.
| População                 | Tamanho da amostra | I (total)                | I1 (I-M253)                                | I1a1a (I-M227) | Source                 |
| ------------------------- | ------------------ | ------------------------ | ------------------------------------------ | -------------- | ---------------------- |
| Austria                   | 43                 | 9.3                      | 2.3                                        | 0.0            | Underhill et al. 2007  |
| Bielorrússia: Vitbsk      | 100                | 15                       | 1.0                                        | 0.0            | Underhill et al. 2007  |
| Bielorrússia: Brest       | 97                 | 20.6                     | 1.0                                        | 0.0            | Underhill et al. 2007  |
| Bosnia                    | 100                | 42                       | 2.0                                        | 0.0            | Rootsi et al. 2004     |
| Bulgaria                  | 808                | 26.6                     | 4.3                                        | 0.0            | Karachanak et al. 2013 |
| República Checa           | 47                 | 31.9                     | 8.5                                        | 0.0            | Underhill et al. 2007  |
| República Checa           | 53                 | 17.0                     | 1.9                                        | 0.0            | Rootsi et al. 2004     |
| Dinamarca                 | 122                | 39.3                     | 32.8                                       | 0.0            | Underhill et al. 2007  |
| Inglaterra                | 104                | 19.2                     | 15.4                                       | 0.0            | Underhill et al. 2007  |
| Estonia                   | 210                | 18.6                     | 14.8                                       | 0.5            | Rootsi et al. 2004     |
| Estonia                   | 118                | 11.9                     | Lappalainen et al. 2008                    |                |                        |
| Finlândia (nacional)      | 28.0               | Lappalainen et al. 2006  |                                            |                |                        |
| Finlândia: Oeste          | 230                | 40                       | Lappalainen et al. 2008                    |                |                        |
| Finlândia: Leste          | 306                | 19                       | Lappalainen et al. 2008                    |                |                        |
| Finlândia : Satakunta     | 50+                | Lappalainen et al. 20089 |                                            |                |                        |
| França                    | 58                 | 17.2                     | 8.6                                        | 1.7            | Underhill et al. 2007  |
| França                    | 12                 | 16.7                     | 16.7                                       | 0.0            | Cann et al. 2002       |
| França (Baixa- Normandia) | 42                 | 21.4                     | 11.9                                       | 0.0            | Rootsi et al. 2004     |
| Alemanha                  | 125                | 24                       | 15.2                                       | 0.0            | Underhill et al. 2007  |
| Grécia                    | 171                | 15.8                     | 2.3                                        | 0.0            | Underhill et al. 2007  |
| Hungria                   | 113                | 25.7                     | 13.3                                       | 0.0            | Rootsi et al. 2004     |
| Irlanda                   | 100                | 11                       | 6.0                                        | 0.0            | Underhill et al. 2007  |
| Kazan Tártaros            | 53                 | 13.2                     | 11.3                                       | 0.0            | Trofimova 2015         |
| Letónia                   | 113                | 3.5                      | Lappalainen et al. 2008                    |                |                        |
| Lituânia                  | 164                | 4.9                      | Lappalainen et al. 2008                    |                |                        |
| Países Baixos             | 93                 | 20.4                     | 14                                         | 0.0            | Underhill et al. 2007  |
| Noruega                   | 2826               | 31.5                     | Eupedia 2017 [precisa-se de fonte melhor?] |                |                        |
| Rússia (national)         | 16                 | 25                       | 12.5                                       | 0.0            | Cann et al. 2002       |
| Rússia: Pskov             | 130                | 16.9                     | 5.4                                        | 0.0            | Underhill et al. 2007  |
| Rússia: Kostroma          | 53                 | 26.4                     | 11.3                                       | 0.0            | Underhill et al. 2007  |
| Rússia: Smolensk          | 103                | 12.6                     | 1.9                                        | 0.0            | Underhill et al. 2007  |
| Rússia: Voronez           | 96                 | 19.8                     | 3.1                                        | 0.0            | Underhill et al. 2007  |
| Rússia: Arkhangelsk       | 145                | 15.8                     | 7.6                                        | 0.0            | Underhill et al. 2007  |
| Rússia: Cossacos          | 89                 | 24.7                     | 4.5                                        | 0.0            | Underhill et al. 2007  |
| Rússia: Karelios          | 140                | 10                       | 8.6                                        | 0.0            | Underhill et al. 2007  |
| Rússia: Karelios          | 132                | 15.2                     | Lappalainen et al. 2008                    |                |                        |
| Rússia: Vepsa             | 39                 | 5.1                      | 2.6                                        | 0.0            | Underhill et al. 2007  |
| Eslováquia                | 70                 | 14.3                     | 4.3                                        | 0.0            | Rootsi et al. 2004     |
| Eslovénia                 | 95                 | 26.3                     | 7.4                                        | 0.0            | Underhill et al. 2007  |
| Suécia (nacional)         | 160                | 35.6                     | Lappalainen et al. 2008                    |                |                        |
| Suécia (nacional)         | 38.0               | Lappalainen et al. 2009  |                                            |                |                        |
| Suécia: Västra Götaland   | 52                 | Lappalainen et al. 2009  |                                            |                |                        |
| Suíça                     | 144                | 7.6                      | 5.6                                        | 0.0            | Rootsi et al. 2004     |
| Turquia                   | 523                | 5.4                      | 1.1                                        | 0.0            | Underhill et al. 2007  |
| Ucrânia: Lvov             | 101                | 23.8                     | 4.9                                        | 0.0            | Underhill et al. 2007  |
| Ucrânia: Ivanovo-Frankov  | 56                 | 21.4                     | 1.8                                        | 0.0            | Underhill et al. 2007  |
| Ucrânia: Hmelnitz         | 176                | 26.2                     | 6.1                                        | 0.0            | Underhill et al. 2007  |
| Ucrânia: Tcherkássi       | 114                | 28.1                     | 4.3                                        | 0.0            | Underhill et al. 2007  |
| Ucrânia: Belgorod         | 56                 | 26.8                     | 5.3                                        | 0.0            | Underhill et al. 2007  |

### A Grã-Bretanha

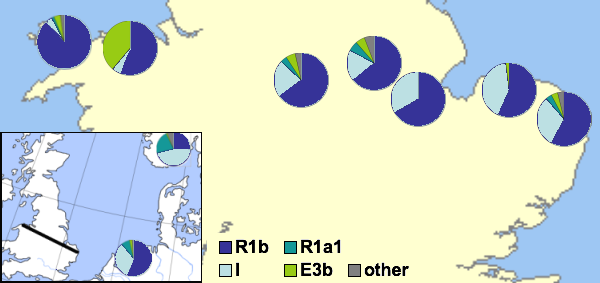
Mapa mostrando a distribuição de cromossomas Y numa trans seção de Inglaterra e país de Gales, desde o papel de "Cromossoma Y evidencia a migração em massa de Anglo-saxónicos". Os autores atribuem as diferenças nas frequências do haplogrupo I à migração Anglo-saxónica em massa para a Inglaterra, mas não para o país de Gales.

Em 2002 foi publicado um artigo  por Michael E. Weale e colegas mostrando evidência genética  das diferenças entre as populações inglesa e  galesa populações, incluindo um nível acentuadamente mais alto de haplogrupo I-ADN na Inglaterra do que no país de Gales. Eles viram isso como uma evidência convincente da invasão anglo-saxónica em massa do leste da Grã-Bretanha desde o Norte da Alemanha e a Dinamarca , durante o Período de Migração. Os autores assumem que as populações com grandes proporções de haplogrupo I originaram-se a partir da Alemanha do norte ou sul da Escandinávia, nomeadamente a Dinamarca, e que os seus antepassados migraram através do Mar do Norte com migrações anglo-saxónicas e Víquingues dinamarqueses . A principal reivindicação dos pesquisadores foi:
que seria necessária a ocorrência naquela altura duma imigração anglo-saxónica afetando ao 50-100% do fundo genético dos homens da Inglaterra Central. Observamos, no entanto, que os nossos dados não nos permitem diferenciar um evento simplesmente adicionado ao fundo genético autóctone dos homens da Inglaterra Central doutro onde os homens autóctones foram deslocados algures ou onde os varões indígenas foram reduzidos em número ... Esse estudo mostra que a fronteira galesa era mais uma barreira genética para cromossoma Y anglo-saxão do que o fluxo de genes do que o Mar do Norte ... Estes resultados indicam que uma fronteira política pode ser mais importante que uma geofísica numa estruturação genética da população.

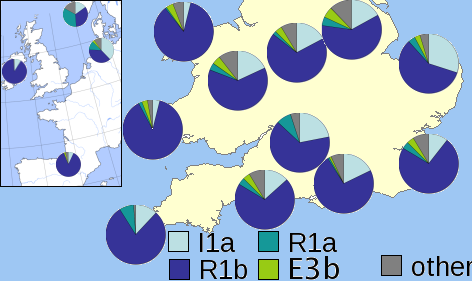
Distribuição dos haplogrupos do cromossoma Y de Capelli et al. (2003). O haplogrupo I está presente em todas as populações, com as frequências mais altas no leste e baixas frequências no ocidente. Parece não haver um limite descontinuo como observado por Weale et al. (2002)

Em 2003, um artigo publicado por Christian Capelli e colegas apoiara, mas modificadas, as conclusões do Weale e colegas. Esse papel, que apresentou amostras Grã-Bretanha e da Irlanda numa grade, encontrou uma menor diferença  entre amostras galesas e inglesas , com uma diminuição gradual na frequência no haplogrupo I movendo-se em direção ao oeste no sul da Grã-Bretanha. Os resultados sugerem aos autores que os invasores víquingues noruegueses influenciaram fortemente a zona norte das Ilhas Britânicas, mas que todas as amostras inglesas e escocesas da Grã-Bretanha possuem influência alemã/dinamarquesa.

## Membros proeminentes da I-M253
Alexander Hamilton, através da genealogia e o teste dos seus descendentes (supondo a real paternidade correspondente à sua genealogia), foi colocado dentro do haplogrupo Y-ADN I-M253.
Birger Jarl, 'Duque da Suécia"  da Casa dos Godos de Bjalbo, fundador de Estocolmo, cujos restos enterrados numa igreja testaram-se em 2002, e que se achou serem também I-M253.
Passageiros do Mayflower  William Brewster, Edward Winslow e George Soule através de testes de DNA

## Marcadores

ADN: exemplo, cadeia 1 difere da cadeia 2 em um único par de base local (un C >> T do polimorfismo).

As seguintes são as especificações técnicas para as mutações dos SNP e STR conhecidas do haplogrupo I-M253.
Nome: M253
Tipo: SNP
Fonte: M (Peter Underhill da Universidade de Stanford)
Posição: ChrY:13532101..13532101 (+ strand)
Posição (pares de base): 283
Tamanho Total (pares de base): 400
Comprimento: 1
ISOGG HG: I1
Iniciador molecular F (espelho 5'→ 3'): GCAACAATGAGGGTTTTTTTG
Iniciador molecular R (complementar 5'→ 3'): CAGCTCCACCTCTATGCAGTTT
YCC HG: I1
Alteração nucleotídeos alelos (mutação): C a T
Nome: M307
Tipo: SNP
Fonte: M (Peter Underhill)
Posição: ChrY:21160339..21160339 (+ strand)
Comprimento: 1
ISOGG HG: I1
Iniciador molecular F: TTATTGGCATTTCAGGAAGTG
Iniciador molecular R: GGGTGAGGCAGGAAAATAGC
YCC HG: I1
Alteração nucleotídeos alelos (mutação): G para A
Nome: P30
Tipo: SNP
Fonte: PS (Michael Hammer , da Universidade do Arizona e James F. Wilson, da Universidade de Edimburgo)
Posição: ChrY:13006761..13006761 (+ strand)
Comprimento: 1
ISOGG HG: I1
Iniciador molecular F: GGTGGGCTGTTTGAAAAAGA
Iniciador molecular R: AGCCAAATACCAGTCGTCAC
YCC HG: I1
Alteração nucleotídeos alelos (mutação): G a A
Região: ARSDP
Nome: P40
Tipo: SNP
Fonte: PS (Michael Hammer e James F. Wilson)
Posição: ChrY:12994402..12994402 (+ strand)
Comprimento: 1
ISOGG HG: I1
Iniciador molecular: GGAGAAAAGGTGAGAAACC
Iniciador molecular R: GGACAAGGGGCAGATT
YCC HG: I1
Alteração nucleotídeos alelos (mutação): C a T
Região: ARSDP